# Tàngara encaputxada
El tàngara encaputxada (Nemosia pileata) és un ocell de la família dels tràupids (Thraupidae).

## Hàbitat i distribució
Habita la selva pluvial de Sud-amèrica, des del nord de Colòmbia, Veneçuela i les Guaianes, cap al sud, a través de Brasil i Perú, fins Bolívia, Paraguai i nord d'Argentina.